# Kosmas och Damianus
Kosmas och Damianus (grekiska Κοσμάς και Δαμιανός), döda cirka 303, var två tvillingbröder som verkade som läkare i Syrien och vilka led martyrdöden för sin kristna tro. De vördas som helgon inom bland annat Romersk-katolska kyrkan och Östortodoxa kyrkan. Deras helgondag firas den 26 september (tidigare den 27 september).

## Biografi
Kosmas och Damianus var till yrket läkare och tog, enligt legenden, inte betalt för sina tjänster, vilket innebär att de kallas Άγιοι Ανάργυροι, Agioi Anárgyroi, 'heliga icke-köpmän'. De skall ha botat en lång rad människor och även ha fört många till tro på Jesus Kristus. Under början av 300-talet rasade kejsar Diocletianus förföljelse mot de kristna, och Kosmas och Damianus blev arresterade för att ha bekänt sig till Kristus. Den romerske ståthållaren i Syrien lät förhöra och tortera dem. Efter en tid i fängelse blev de båda bröderna halshuggna, och deras kult spreds snabbt.
Under 600-talet fördes Kosmas och Damianus reliker till Rom, där en kyrka, Santi Cosma e Damiano, hade helgats åt dem. Kyrkan, som är belägen vid Forum Romanum, har en absidmosaik som bland annat framställer de båda tvillingbröderna inför Jesus Kristus.

## Kyrkobyggnader
- Santi Cosma e Damiano
- San Cosimato
- Santi Cosma e Damiano dei Barbieri
- Santi Cosma e Damiano in Banchi
- Santi Cosma e Damiano de Monte Granato

## Bilder
| - Absidmosaiken i kyrkan Santi Cosma e Damiano i Rom. |

### Webbkällor
- ”Sts. Cosmas and Damian”. Catholic Encyclopedia. New Advent. http://www.newadvent.org/cathen/04403e.htm. Läst 27 september 2017.
- ”Santi Cosma e Damiano, martiri”. Santi e Beati. http://www.santiebeati.it/dettaglio/29275. Läst 27 september 2017.